# Nemcovce (Prešov)
Nemcovce (ungarisch Kapinémetfalu) ist eine Gemeinde im Osten der Slowakei mit 478 Einwohnern (Stand 31. Dezember 2024) im Okres Prešov, einem Teil des Prešovský kraj, und wird zur traditionellen Landschaft Šariš gezählt.

## Geographie

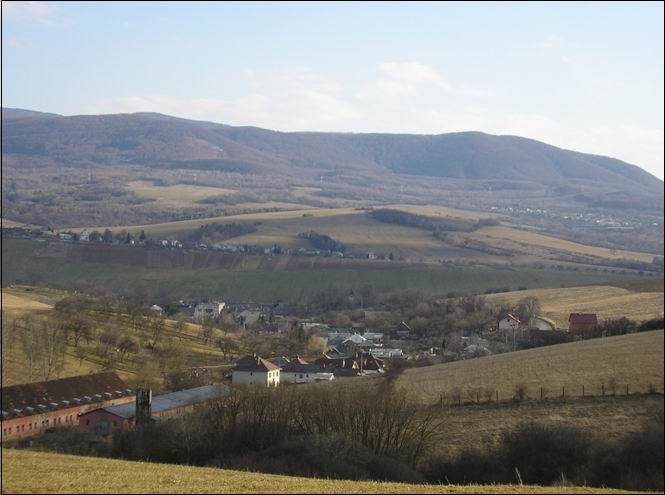
Blick auf den Ort Nemcovce vom Ortsteil Zimná Studňa

Die Gemeinde befindet sich am Südrand der Niederen Beskiden im Tal eines Baches im Einzugsgebiet der Ladianka. Das Ortszentrum liegt auf einer Höhe von 283 m n.m. und ist 12 Kilometer von Prešov entfernt.
Zur Gemeinde gehört neben dem Hauptort auch die nördlich gelegene Siedlung Zimná Studňa.
Nachbargemeinden sind Chmeľovec und Šarišská Trstená im Norden, Čelovce im Nordosten, Lipníky im Osten, Šarišská Poruba im Süden und Lada im Westen.

## Geschichte

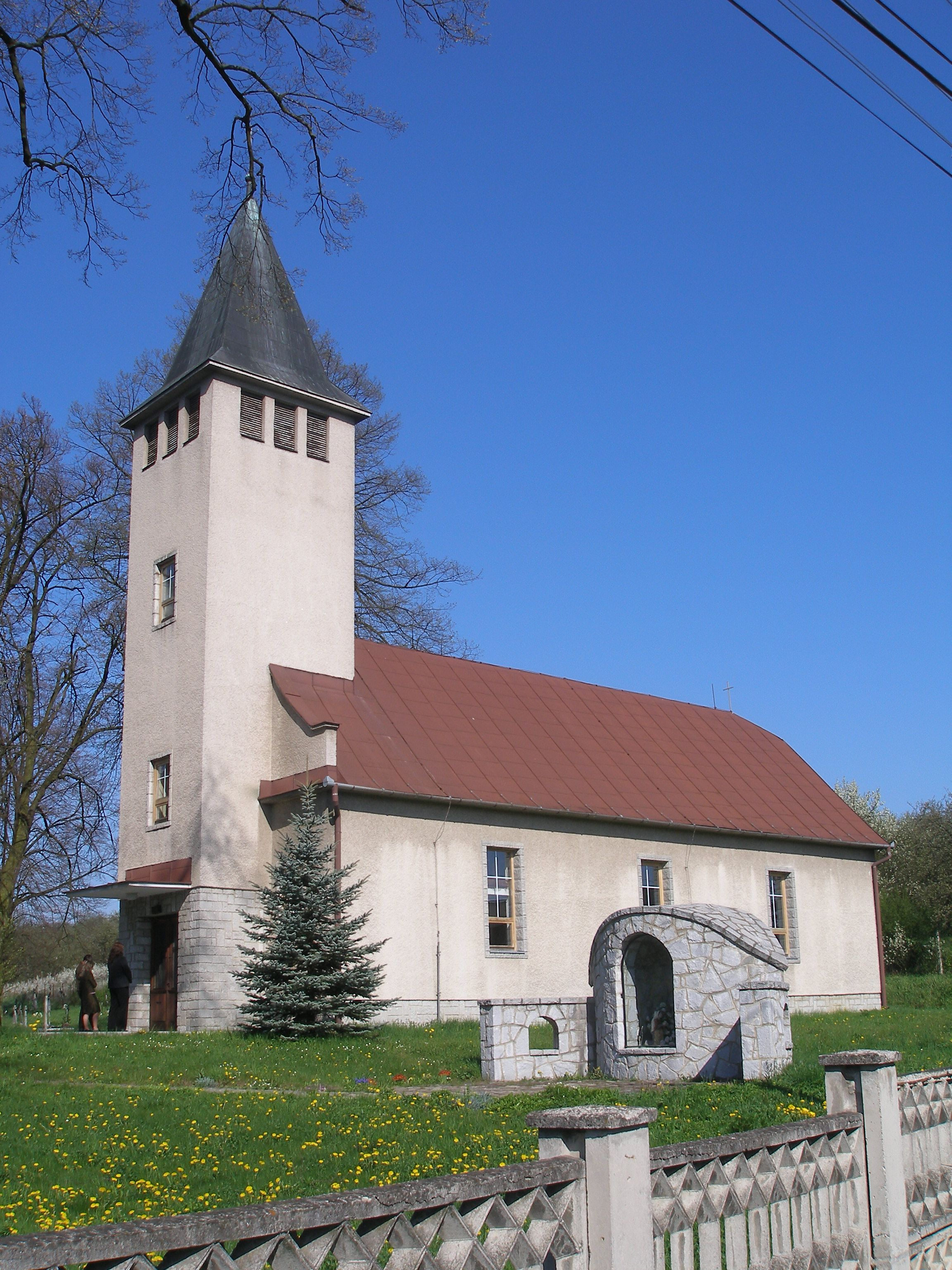
Kirche in Nemcovce

Der Ort entstand im 14. Jahrhundert nach deutschem Recht und wurde zum ersten Mal 1364 als Nemethfalua schriftlich erwähnt. Das Dorf gehörte zum Herrschaftsgut von Chmeľovec. 1427 waren in einer Steuerurkunde 19 Porta verzeichnet, Nemcovce war somit ein mittelgroßes Dorf, ausschließlich durch Untertanen bewohnt. 1787 hatte die Ortschaft 39 Häuser und 288 Einwohner, 1828 zählte man 47 Häuser und 354 Einwohner, die als Landwirte, Viehhalter und Hersteller von Holzwerkzeugen beschäftigt waren. Im 19. und 20. Jahrhundert besaß die Familie Ghillányi Güter im Ort.
Bis 1918 gehörte der im Komitat Scharosch liegende Ort zum Königreich Ungarn und kam danach zur Tschechoslowakei beziehungsweise heute Slowakei.
1990 wurde ein Teil des Gemeindegebiets an die neugegründete Gemeinde Lipníky angegliedert.

## Bevölkerung
| Jahr                | 1994 | 2004     | 2014    | 2024    |
| ------------------- | ---- | -------- | ------- | ------- |
| Anzahl der Personen | 408  | 451      | 479     | 478     |
| Unterschied         |      | +10,53 % | +6,20 % | −0,20 % |

| Jahr                | 2023 | 2024    |
| ------------------- | ---- | ------- |
| Anzahl der Personen | 481  | 478     |
| Unterschied         |      | −0,62 % |

Nach der Volkszählung 2011 wohnten in Nemcovce 472 Einwohner, davon 462 Slowaken, drei Roma und ein Tscheche. Sechs Einwohner machten keine Angabe zur Ethnie.
256 Einwohner bekannten sich zur römisch-katholischen Kirche, 180 Einwohner zur Evangelischen Kirche A. B., fünf Einwohner zur griechisch-katholischen Kirche, zwei Einwohner zur apostolischen Kirche und ein Einwohner zu den Siebenten-Tags-Adventisten. 13 Einwohner waren konfessionslos und bei 15 Einwohnern wurde die Konfession nicht ermittelt.